# HSPA+
HSPA+ (även kallad HSPA Evolution eller Evolved HSPA) är en standard för tredje generationens mobiltelefoni och definierades första gången i 3GPP release 7 (2007).
HSPA+ syfte är att öka hastigheten i 3G-näten till en hastighet som är jämförbar med den i fjärde generationens mobiltelefoni. Evolved HSPA erbjuder datahastigheter på upp till 168 Mbit/s nedströms och 22 Mbit/s uppströms. HSPA+ evolved skall ses som en lösning för operatörerna att erbjuda höga hastigheter i 3G-näten under en övergång till 4G.
För att uppnå de datahastigheterna som HSPA+ erbjuder så används teknikerna MIMO (Multiple-Input and Multiple-Output) och något som kallas higher order modulation(64QAM). Hastigheterna är dock bara teoretiska, och om man inte befinner sig precis vid en mast så kommer användaren att ha en lägre hastighet både nedströms och uppströms. För att uppnå hastigheterna 168 Mbit/s nedströms och 22 Mbit/s uppströms så används Dual Cell-HSDPA (kallas också ”Dual Carrier-HSDPA” eller ”DC-HSDPA”), där två närliggande 5 MHz band som täcker samma area används för att öka bandbreden.

## I-HSPA
I-HSPA är en standard för tredje generationens mobiltelefoni som är baserat 3GPP release 7 (2007) och använts i lösningar av Nokia Siemens Networks.